# Ben Vorlich (Perth and Kinross)
Ben Vorlich är ett berg i Storbritannien.   Det ligger i kommunen Perth and Kinross och riksdelen Skottland, i den nordvästra delen av landet, 600 km nordväst om huvudstaden London. Toppen på Ben Vorlich är 985 meter över havet.
Terrängen runt Ben Vorlich är huvudsakligen kuperad.Runt Ben Vorlich är det glesbefolkat, med 17 invånare per kvadratkilometer. Närmaste större samhälle är Callander, 11,0 km söder om Ben Vorlich. Trakten runt Ben Vorlich består i huvudsak av gräsmarker.